# Dettifoss

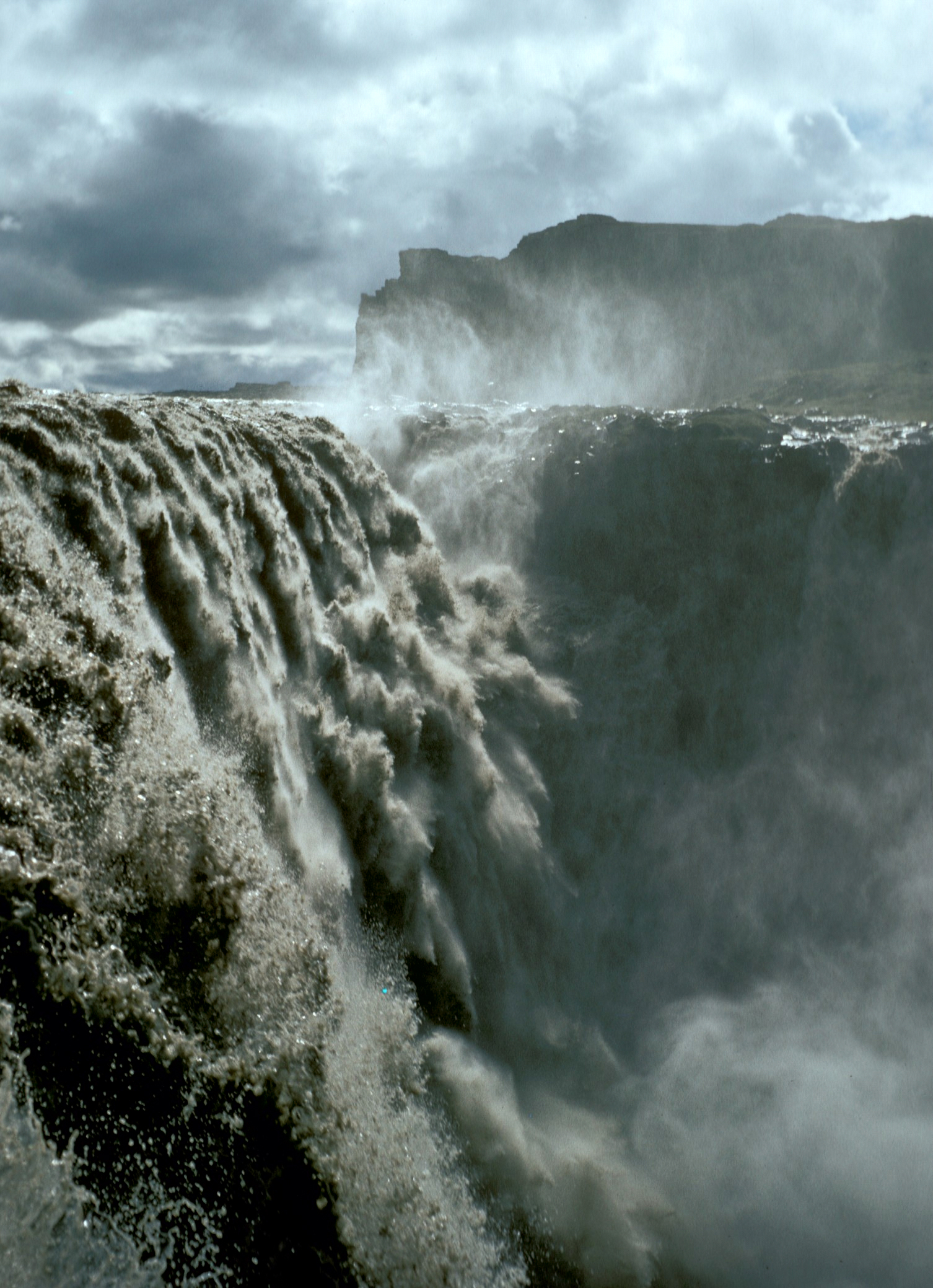
Dettifoss

Dettifoss este o cascadă situată în zona Mývatn, din partea central-nordică a Islandei.  Se găsește pe râul Jökulsá á Fjöllum, care izvorăște din ghețarii nordici ai insulei.  
Este considerată a doua cascadă a Europei, după Cascada Rinului, având un debit variind între 200 și 500 metri cubi pe secundă, depinzând de sezon și de cantitatea de gheață topită în decursul verii. Căderea de apă are o lățime de aproximativ 100 m și o diferență de nivel de cădere de 44 m. 
În apropiere de Cascada Dettifoss se găsește o altă cascadă interesantă, Selfoss.   
Unul din parcurile naționale ale Islandei, renumit pentru ghețarii săi, Parcul Național Jökulsárgljúfur se găsește la 15 km nord față de cascada Dettifoss. 

## Legături externe

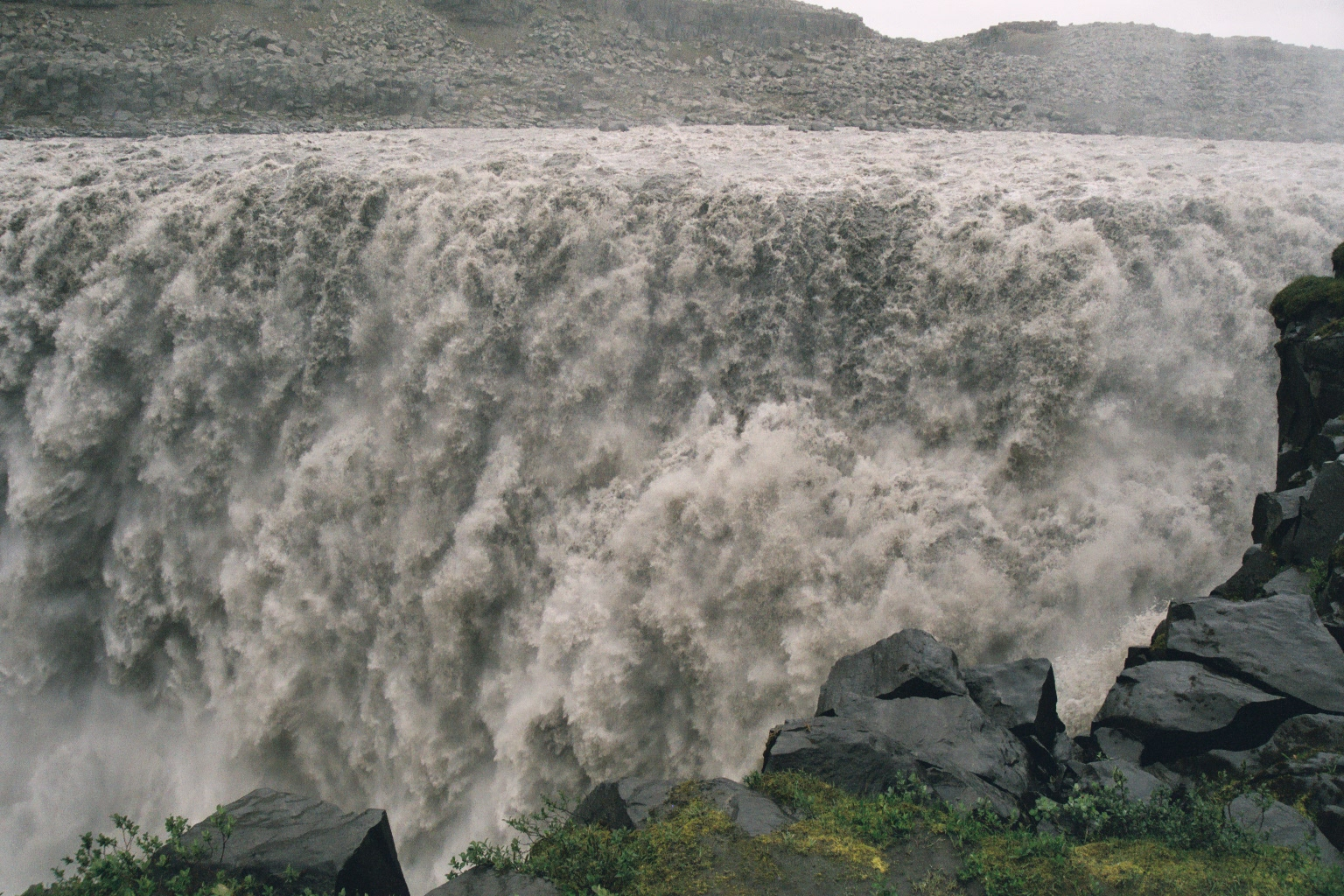
Cascada Dettifoss văzută frontal de pe partea sa stângă